# 마케도니아어 위키백과

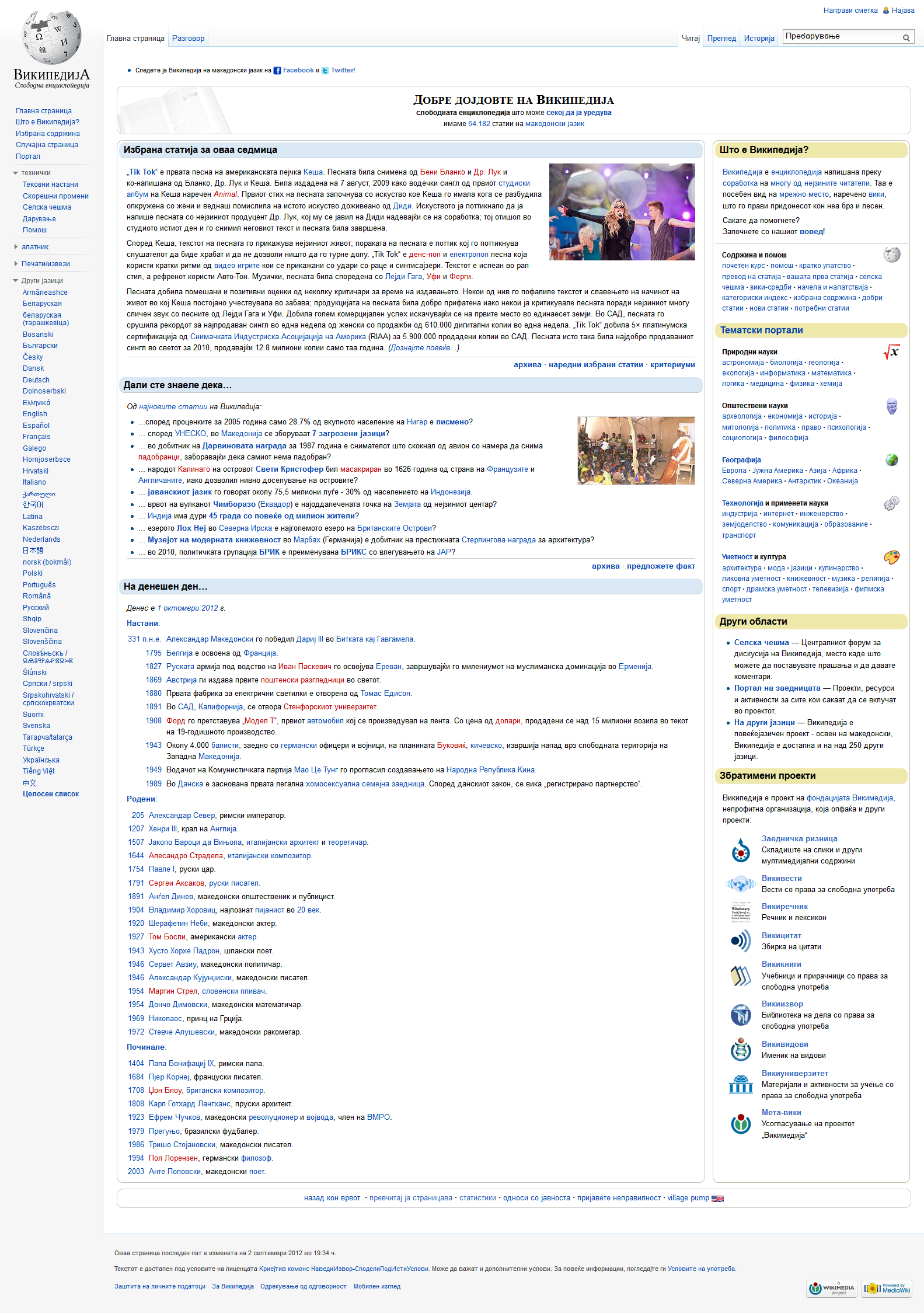

마케도니아어 위키백과(마케도니아어: Википедија)는 마케도니아어로 된 위키백과이다. 2003년 9월에 시작되었으며, 2009년 4월 18일 기준으로, 28,000여개 문서, 10,362명의 사용자, 13명의 관리자가 있다. 기호는 mk이다.